# أليكس هاولي
أليكس هاولي (بالإنجليزية: Alix Hawley)‏ (1975)؛ روائية كندية.